# Теорія множинного інтелекту
Теорія множинного інтелекту — теорія, запропонована Говардом Гарднером у 1983 році як модель інтелекту, яка розглядає інтелект у різних конкретних (насамперед сенсорних) умовах, а не як домінування однієї загальної здатності до чогось.
Гарднер стверджує, що існує широкий спектр когнітивних здібностей і є дуже слабка кореляція між ними. Наприклад, теорія передбачає, що дитина, яка легко навчається множенню, не обов'язково розумніша, ніж дитина, яка має великі труднощі в навчанні цього процесу. Дитина, яка витрачає більше часу, щоб освоїти просте множення: 1) може краще навчитися множенню через інший підхід; 2) може досягти успіху в сферах діяльності за межами математики; або 3) можливо, навіть дивиться на розуміння процесу множення на принципово глибшому рівні або, можливо, як на зовсім інший процес. Таке принципово глибше розуміння може призвести до того, що зовні виглядає як повільність, але насправді може приховати математичний інтелект, потенційно вищий, ніж у дитини, яка швидко запам'ятовує таблицю множення, незважаючи на менш глибоке розуміння процесу множення як такої. Теорію зустріли зі змішаною реакцією критики. Традиційні тести інтелекту в психометрії, як правило, виявляють високу кореляцію між різними завданнями та аспектами інтелекту, а не низьку кореляцію, яку передбачає теорія Гарднера. Проте, багато педагогів підтримують практичну цінність підходів, запропонованих теорією.

## Використання в освіті
Гарднер визначає інтелект як «біопсихологічний потенціал для обробки інформації, який може бути активований у культурному середовищі для вирішення проблем або створення продуктів, які є цінними в культурі». За словами Гарднера, є більше способів зробити це, ніж просто логічний і лінгвістичний інтелект. Гарднер вважає, що метою навчання в школі «має бути розвиток інтелекту та допомога людям у досягненні професійних і професійних цілей, які відповідають їхньому конкретному спектру інтелекту. Люди, яким допомагають у цьому, [він] вважає, почуваються більш активними та компетентними, а тому більш схильні конструктивно служити суспільству».
Гарднер стверджує, що тести IQ зосереджуються здебільшого на логічному та лінгвістичному інтелекті. Якщо успішно скласти ці тести, збільшуються шанси вступити до престижного коледжу чи університету, що, у свою чергу, створює активних членів суспільства. Незважаючи на те, що багато студентів добре працюють у цьому середовищі, є й такі, які цього не роблять. Теорія Гарднера стверджує, що студентам краще підійде ширше бачення освіти, де вчителі використовують різні методики, вправи та заходи для навчання всіх студентів, а не лише тих, хто відзначається логічним та мовним інтелектом. Вона ставить перед педагогами завдання знайти «способи, які підійдуть цьому студентові для вивчення цієї теми».
Стаття Джеймса Трауба в The New Republic зазначає, що система Гарднера не була прийнята більшістю вчених у сфері інтелекту чи викладання. Гарднер стверджує, що «хоча теорія множинного інтелекту узгоджується з багатьма емпіричними доказами, вона не була піддана сильній експериментальній перевірці… У сфері освіти застосування теорії зараз вивчається в багатьох проєктах. Наші передчуття матимуть переглядати багато разів у світлі реального досвіду в класі».
Джером Брунер погодився з Гарднером, що інтелекти були «корисними вигадками», і продовжував стверджувати, що «його підхід настільки виходить за межі аналізу даних ментальних тестувальників, що він заслуговує на підтримку».
Джордж Міллер, видатний когнітивний психолог, писав у The New York Times Book Review, що аргумент Гарднера складався з «передчуття та думки», а Чарльз Мюррей і Річард Дж. Хернстайн у «Кривій Белла» (1994) назвали теорію Гарднера «однозначно позбавленою психометричних чи інших кількісних доказів».
Незважаючи на відсутність загального визнання в психологічному співтоваристві, теорія Гарднера була прийнята багатьма школами, де її часто плутають зі стилями навчання, а про її застосування в освіті написано сотні книг. Деякі застосування теорії Гарднера були описані як «спрощені», а сам Гарднер сказав, що йому «неприємно» те, як його теорія використовується в школах. Гарднер заперечує те, що множинні інтелекти є стилями навчання, і погоджується, що ідея стилів навчання є непослідовною та не має емпіричних доказів. Гарднер резюмує свій підхід трьома рекомендаціями для викладачів: індивідуалізуйте стиль викладання (щоб підібрати найефективніший метод для кожного учня), умножиньте викладання (викладайте важливі матеріали кількома способами) і уникайте терміна «стилі» як плутанини.

## Нотатки
1. ↑  This information is based on an informal talk given on the 350th anniversary of Harvard University on 5 September 1986. Harvard Education Review, Harvard Education Publishing Group, 1987, 57, 187–193.